# John Okello
John Gideon Okello (* 1937 im Lango District, Uganda; † 1971?) war ein ostafrikanischer Revolutionär und Anführer der Revolution auf Sansibar 1964. Diese Revolution beendete die Vorherrschaft der arabischstämmigen Sansibari und das Sultanat. Der herrschende Sultan Jamshid bin Abdullah wurde entmachtet und Sansibar wurde Republik. Im Anschluss an die Revolution wurden Massaker an der arabischstämmigen Bevölkerung Sansibars verübt.

## Biographie

### Jugend
Über Okellos Jugend ist wenig bekannt. Er wurde im Alter von zwei Jahren getauft. Sein Taufname lautete Gideon. Er wuchs in einem Waisenhaus auf und fing im Alter von 15 Jahren an zu arbeiten. Dabei lebte er in verschiedenen ostafrikanischen Ländern. Unter anderem war er als Maurer tätig. In Nairobi, Kenia, saß er aus nicht bekannten Gründen zwei Jahre im Gefängnis. Dort kam er mit revolutionären Ideen in Kontakt.

### Polizist in Pemba
1959 ging Okello nach Pemba, wo er als Polizist arbeitete. Er trat der Afro-Shirazi Partei des Scheichs Abeid Karume bei. Diese Partei richtete sich gegen die vorherrschende Stellung der arabischstämmigen Minderheit in Sansibar und Pemba.

### Revolutionär
Okello ging 1963 nach Sansibar, wo er eine Untergrundarmee aufbaute. Der hochreligiöse Christ Okello predigte Alkoholabstinenz, sexuelle Enthaltsamkeit vor der Ehe und er verbot den Verzehr von rohem Fleisch.
Seinen Kämpfern erzählte er von göttlichen Visionen, die ihm befohlen haben, „die Araber“ zu bekämpfen. Vor der Revolution soll er seinen Männern befohlen haben, alle „Araber“ zwischen 18 und 25 Jahren zu ermorden, Schwangere und ältere Frauen zu verschonen und Jungfrauen von den Vergewaltigungen auszusparen.

### Aufstand
Am 12. Januar 1964 begann Okello mit der Eroberung der Hauptstadt Stone Town, wo der Sultan lebte. Die Polizeikräfte Sansibars waren überrascht und wurden überwältigt.
Okello wandte sich in einer Radioansprache an die Bevölkerung und erklärte sich selbst zum Feldmarschall von Sansibar und Pemba. Der Sultan solle seine Familie und sich selbst töten, sonst würde er es tun. Der Sultan hatte sich und viele seiner Minister jedoch schon in Sicherheit gebracht. 
Im Anschluss an die Eroberung, zwischen dem 18. und dem 20. Januar, wurden zwischen 5.000 und 20.000 arabischstämmige Sansibaris, deren Vorfahren seit Jahrhunderten in Sansibar lebten, ermordet. Im umstrittenen Film    Africa Addio von Gualtiero Jacopetti wurden Originalszenen der Morde verwendet.

### Entmachtung
Okello schuf einen Revolutionsrat und ernannte den Chef der Afro-Shirazi Partei, Abeid Amani Karume, zum Präsidenten und den Führer der arabischen, linksradikalen Umma-(Massa) Partei, Scheich Abdulrahman Muhammad Babu zum Außenminister der neuen Volksrepublik Sansibar und Pemba. Weder Karume noch Babu waren über den Staatsstreich informiert worden. Beide lebten in Tanganjika und wollten mit Okello nichts zu tun haben. Karume entmachtete ihn schrittweise und ließ ihm noch seinen Titel als Feldmarschall.
Am 3. Februar hatte sich die Lage in Sansibar stabilisiert und Karume übernahm sein Amt als Präsident.
Okello schuf eine paramilitärische Organisation namens Freedom Military Force (FMF), deren Mitglieder durch die Straßen zogen und Privatbesitz plünderten. Nicht nur die muslimischen Sansibaris waren durch Okellos pathetische, christliche Rhetorik abgeschreckt. Auch sein ugandischer Akzent wirkte auf die Mehrheit der Sansibaris befremdlich. Bis zum März hatten die Kräfte Karumes und Paramilitärs der islamischen Umma Partei Okellos Miliz entwaffnet. Okello wurde während einer Reise nach Tanganjika zu einer unerwünschten Person erklärt und ihm wurde die Rückreise verweigert.  Am 11. März wurde er offiziell seines Amtes als Feldmarschall enthoben.
Die People's Liberation Army (PLA) wurde im April von Karume gegründet; sie entwaffnete den letzten Rest der Okello-Anhänger. Am 26. April hatte Karume erklärt, Sansibar werde sich mit Tanganjika zu Tansania vereinigen. Karume wollte auch verhindern, dass die Umma Partei die Macht übernehmen könnte und er wollte den kommunistischen Einfluss in Ostafrika minimieren.

### Spekulationen bezüglich seines Todes
Okello lebte in Kenia, im Kongo und in Uganda im Exil. Er wurde zuletzt mit dem ugandischen Diktator Idi Amin 1971 gesehen.
Im Buch „Revolution on Zanzibar“ behauptet Don Petterson, Amin könnte ihn als Bedrohung gesehen und ihn daher beseitigt haben. Seit seiner Zeit in Uganda blieb Okello verschwunden.

## Kulturelle Rezeption
In Werner Herzogs Film Aguirre, der Zorn Gottes tritt ein schwarzer Sklave namens „Okello“ auf. In einem Kommentar zur DVD erklärt Herzog zudem, die Figur des Aguirre sei Okello, mit dem er in Briefkontakt gestanden habe, nachempfunden.